# Policista

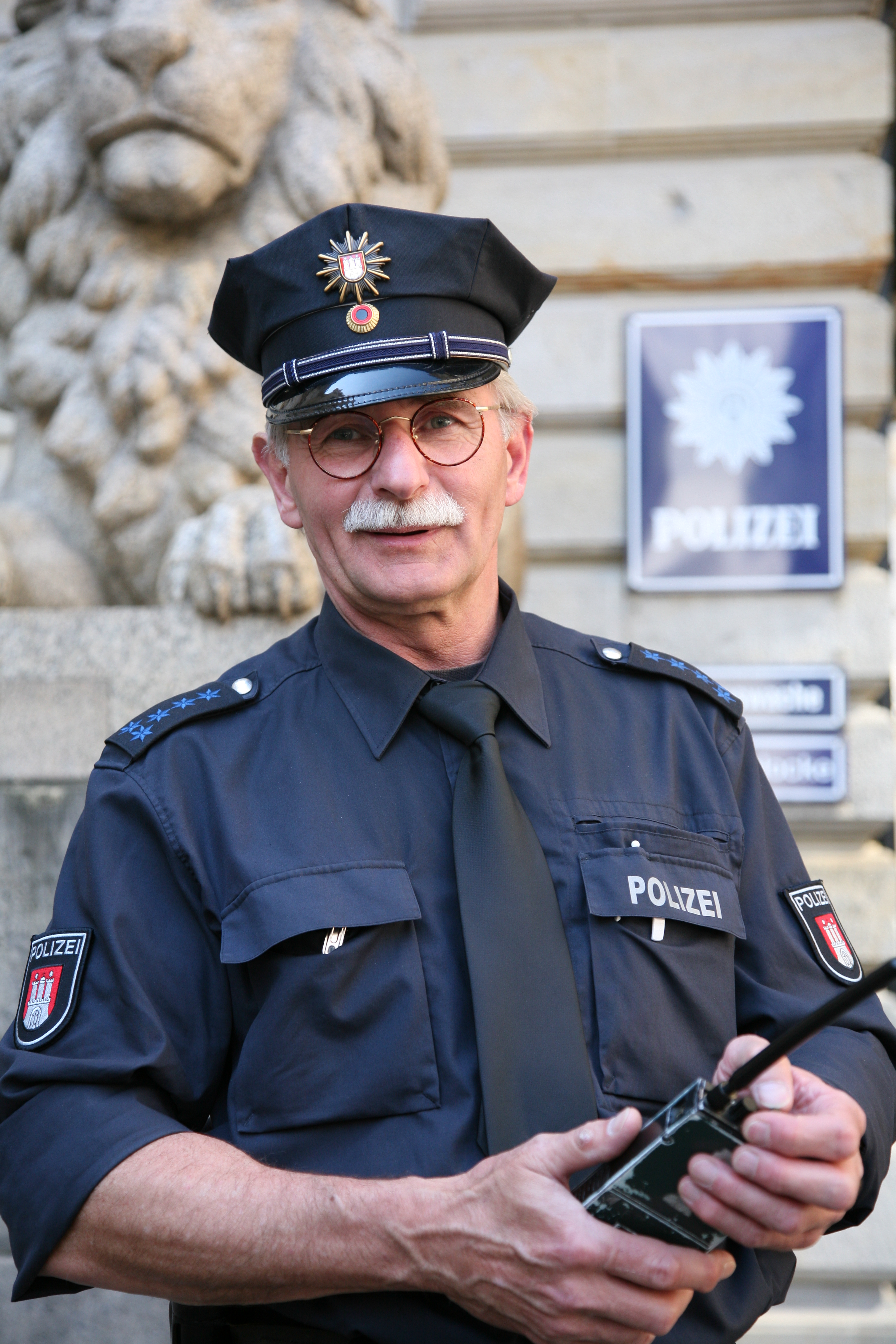
Policista v německém Hamburku

Policista je příslušník policie. Základní úlohou policisty je ochrana veřejného pořádku, předcházení kriminalitě, odhalování a vyšetřování trestné činnosti a přestupků.
Policisté většinou chodí v uniformě a jsou označeni hodnostmi (např. poručík, major apod.) a funkcemi (např. dopravní policista, policejní psovod aj).
Základní činnosti policisty jsou:
- Hlídková služba – základní forma výkonu služby – policisté formou pěších nebo motorizovaných hlídek zajišťují ochranu veřejného pořádku, předcházejí kriminalitě, odhalují a vyšetřují trestné činy
- Obchůzková služba – zajišťuje každodenní a bezprostřední kontakt s veřejností ve svěřených okrscích. Služba je zaměřena na prevenci kriminality a dopravní nehodovosti.
- Dozorčí služba – zabezpečuje příjem oznámení na odděleních policie. Po přijetí oznámení zabezpečuje a organizuje prošetření oznámených skutečností.
- Kriminální služba – zajišťuje odhalování kriminálních zločinů a trestné činnosti
- Pořádková služba – zajišťuje veřejný pořádek, brání lidovým rebeliím, ochraňuje vládu, resp. politický systém jako celek

## Související články

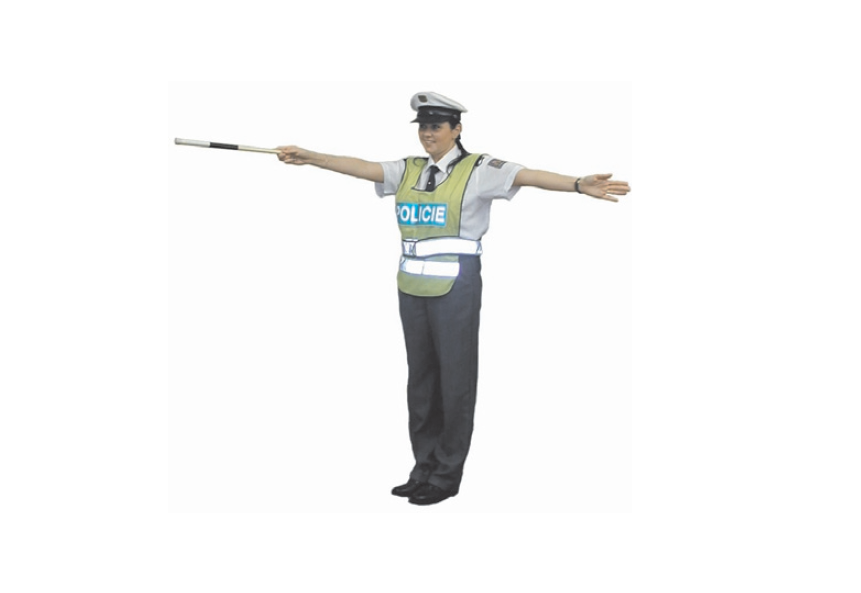
Česká policistka řídící dopravu